# Talpa Media
Talpa Media is een voormalig Nederlands multimediabedrijf, rond 2003 opgericht door John de Mol en verkocht in 2015.
Nadat De Mol en Joop van den Ende in 2000 hun gezamenlijke bedrijf Endemol hadden verkocht, zette De Mol opnieuw een mediabedrijf op. Dit was Talpa Media – talpa zijnde het Latijnse woord voor 'mol' en ook de wetenschappelijke naam voor dit dierengeslacht. Via Talpa Media had De Mol diverse belangen in een breed scala aan multimediaondernemingen. Zo had Talpa Media een eigen contentontwikkelingsafdeling en beschikte het over deelnames in productiebedrijven over de hele wereld. Daarnaast was het bedrijf via Cyrte Fund II samen met andere financiële participanten voor 33% eigenaar van Endemol, waardoor het nieuwe programmaformules ('formats') snel over de hele wereld kon verkopen. In tegenstelling tot de tijd bij Endemol had De Mol directe controle over het ontwikkelproces en kon het bedrijf programmaformules testen via een gegarandeerde productieafname van RTL Nederland op een van hun vier zenders.
Het bedrijf bestond uit onder andere een televisieproductiemaatschappij Talpa Producties B.V., een televisiezender (Tien) om deze producties op te kunnen vertonen en een muziekuitgeverij (Talpa Music). Talpa Producties produceerde onder andere televisieprogramma's volgens het door De Mol bedachte format van The Voice. Talpa Music bezat verschillende muziekrechten. Deels waren die in 2009 overgenomen van The Entertainment Group, het failliete bedrijf van zanger Marco Borsato.
Het productiehuis Talpa Media zou in 2015 in zijn geheel worden verkocht aan het Britse ITV. De televisieproductiemaatschappij Talpa Producties B.V. werd daarbij omgedoopt tot ITV Studios Netherlands. De Mol bleef echter nog wel tot eind 2019 eindverantwoordelijk voor Talpa Media. Twee jaar later, in 2017, zou de Mol opnieuw een multimediabedrijf oprichten, ditmaal onder de naam Talpa Network.